# マクシミリアーノ・メサ
マクシミリアーノ・エドゥアルド・メサ（Maximiliano Eduardo Meza, 1992年12月15日 - ）は、アルゼンチン・コリエンテス州ヘネラル・パス出身のサッカー選手。アルゼンチン代表。CAリーベル・プレート所属。ポジションはMF。

## 経歴

### クラブ
ヒムナシア・ラ・プラタの下部組織で育成され、2012年12月の2部リーグ戦でトップチームデビュー。
2016年9月18日、プリメーラ・ディビシオンのCAインデペンディエンテに移籍。
2019年1月、リーガMXのCFモンテレイに移籍。
2024年8月、プリメーラ・ディビシオンのCAリーベル・プレートに移籍。

### 代表
2018年3月、アルゼンチン代表初招集。3月27日にワンダ・メトロポリターノで開催されたスペイン代表戦でスタメン入りしアルゼンチン代表デビュー。
2018年5月、2018 FIFAワールドカップに参加する代表メンバー23人の一人に選ばれた。

## 代表歴

### 出場大会
- アルゼンチン代表
  - 2018 FIFAワールドカップ

### 試合数
- 国際Aマッチ 11試合 0得点（2018年-2022年）[7]

| アルゼンチン代表 | 国際Aマッチ | 国際Aマッチ |
| 年               | 出場        | 得点        |
| ---------------- | ----------- | ----------- |
| 2018             | 10          | 0           |
| 2019             | 0           | 0           |
| 2020             | 0           | 0           |
| 2021             | 0           | 0           |
| 2022             | 1           | 0           |
| 通算             | 11          | 0           |

## タイトル

### クラブ
インデペンディエンテ
- コパ・スダメリカーナ: 2017